# Ладо Гудиашвили
Ладо Гудиашвили (на грузински: ლადო გუდიაშვილი) е грузински художник.
Роден е на 30 март (18 март стар стил) 1896 година в Тифлис в семейството на чиновник в железниците. Завършва художествено училище, работи като учител по рисуване, а през 1915 година прави първата си самостоятелна изложба. От 1919 до 1925 година живее в Париж и излага с успех свои картини в редица западни галерии. След връщането си в Тифлис преподава в Художествената академия, но е уволнен през 1946 година, след като изрисува олтара на църквата „Кашвети“.
Ладо Гудиашвили умира на 20 юли 1980 година в Тбилиси.